# 1996년 하계 올림픽 그리스 선수단
1996년 하계 올림픽 그리스 선수단(그리스어: Συμμετοχή της Ελλάδας στους Θερινούς Ολυμπιακούς Αγώνες 1996)은 1996년 7월 19일부터 8월 4일까지 미국 애틀랜타에서 열린 1996년 하계 올림픽에 참가한 올림픽 그리스 선수단이다.

## 메달 집계

### 메달리스트
| 메달 | 이름                      | 종목 | 세부 종목     |
| ---- | ------------------------- | ---- | ------------- |
|      | 피로스 디마스             | 역도 | 남자 -82.5kg  |
|      | 아카키오스 카히아스빌리스 | 역도 | 남자 -99kg    |
|      | 니콜라오스 카클라마나키스 | 요트 | 남자 미스트랄 |
|      | 이오아니스 멜리사니디스   | 체조 | 남자 마루     |
|      | 레오니다스 삼바니스       | 역도 | 남자 -58kg    |
|      | 발레리오스 레오니디스     | 역도 | 남자 -64kg    |
|      | 레오니다스 코카스         | 역도 | 남자 -91kg    |
|      | 니키 바코야니             | 육상 | 여자 높이뛰기 |